# What Do You Want to Make Those Eyes at Me For?
What Do You Want to Make Those Eyes at Me For? är en sång skriven 1916 av Joseph McCarthy, Howard Johnson och James V. Monaco. Den spelades in på fonogram första gången 1917 av Ada Jones och Billy Murray på Victor Records.

## Inspelningar (i urval)
Den mest framgångsrika inspelningen av sången är Emile Ford & the Checkmates doo-wop-version från 1959, producerad av Michael Barclay, som blev listetta i bland annat Storbritannien och Norge. Året efter spelades den in av Ray Peterson och av den danske rocksångaren Otto Brandenburg i en coverversion av låten. Den italienske sångaren Don Backy, spelade 1963 in en version med italienskspråkig text som fick titeln "Ho rimasto". Andra som spelat in den är Dandy Livingstone, som 1972 släppte en reggaeversion av låten, Shakin' Stevens som 1987 nådde en femteplats på den brittiska singellistan med sin version och Christer Sjögren som spelade in den på sitt album Mitt sköna sextiotal från 2008.